# Mansuphantes mansuetus
Mansuphantes mansuetus es una especie de araña araneomorfa del género Mansuphantes, familia Linyphiidae, orden Araneae. La especie fue descrita científicamente por Thorell en 1875.

## Descripción
El cuerpo del macho mide 1,7-2,3 milímetros de longitud y la hembra 1,7-2,6 milímetros.

## Distribución
Se distribuye por Europa.